# Aykut Tanrıverdi
Aykut Tanrıverdi (ur. 2 czerwca 1989) – turecki lekkoatleta specjalizujący się w rzucie oszczepem.
W 2011 wywalczył brązowy medal mistrzostw krajów bałkańskich oraz nie awansował do finału młodzieżowych mistrzostw Europy. Piąty zawodników mistrzostw Bałkanów z 2012 roku. Rok później zdobył brąz.
Medalista mistrzostw Turcji oraz uczestnik klubowego pucharu Europy. 
Rekord życiowy: 73,23 (4 czerwca 2011, Windawa).

## Osiągnięcia
| Rok  | Impreza                        | Miejsce      | Lokata            | Wynik |
| ---- | ------------------------------ | ------------ | ----------------- | ----- |
| 2011 | Mistrzostwa krajów bałkańskich | Sliwen       | 3. miejsce        | 67,10 |
| 2011 | Młodzieżowe mistrzostwa Europy | Ostrawa      | el. – 20. miejsce | 64,40 |
| 2012 | Mistrzostwa krajów bałkańskich | Eskişehir    | 5. miejsce        | 69,06 |
| 2013 | Mistrzostwa krajów bałkańskich | Stara Zagora | 3. miejsce        | 69,10 |